# (597) Bandusia
(597) Bandusia est un astéroïde de la ceinture principale découvert par Max Wolf le 16 avril 1906.
Il a été ainsi baptisé en référence à une fontaine de la ville italienne de Polezzo, dans la région des Pouilles.